# Liste der Kulturdenkmäler in Pittenbach
In der Liste der Kulturdenkmäler in Pittenbach sind alle Kulturdenkmäler der rheinland-pfälzischen Ortsgemeinde Pittenbach aufgeführt. Grundlage ist die Denkmalliste des Landes Rheinland-Pfalz (Stand: 27. Juni 2022).

## Einzeldenkmäler
| Bezeichnung | Lage                                     | Baujahr | Beschreibung                                      | Bild |
| ----------- | ---------------------------------------- | ------- | ------------------------------------------------- | ---- |
| Wegekreuz   | Ober Kochs, gegenüber Nr. 4 Lage         | um 1918 | aufwändiges historisierendes Sockelkreuz, um 1918 | BW   |
| Wegekreuz   | nördlich des Ortes an einem Feldweg Lage | 1918    | hohes Sockelkreuz, Schiefer, bezeichnet 1918      | BW   |